# Saint-Rémy-de-Sillé
Saint-Rémy-de-Sillé település Franciaországban, Sarthe megyében. Lakosainak száma 832 fő (2022. január 1.). Saint-Rémy-de-Sillé Mont-Saint-Jean, Crissé, Rouez és Sillé-le-Guillaume községekkel határos.

## Népesség
A település népessége az elmúlt években az alábbi módon változott:
| Lakosok száma | 835  | 844  | 852  | 831  | 825  | 829  | 834  | 835  | 832  |
|               | 2013 | 2015 | 2016 | 2017 | 2018 | 2019 | 2020 | 2021 | 2022 |